# Tècnica Alexander
La tècnica Alexander, anomenada així pel seu creador Frederick Matthias Alexander (1869-1955), és un mètode educatiu que va ser creat per tornar a entrenar o rectificar els patrons habituals de moviment i postura, i per poder utilitzar el cos amb més facilitat i menys rigidesa. Alexander va començar a desenvolupar els principis de la seva tècnica a la dècada de 1890 en un intent d'abordar la pèrdua de veu durant un discurs en públic. A partir dels 2015 es va descobrir que la tècnica Alexander podia ser útil per reduir les tensions excessives i millorar la coordinació, la fluïdesa en el moviment, l'equilibri i la respiració. També pot ajudar a fer-hi front a les persones que pateixen la malaltia de Parkinson.
La tècnica Alexander és utilitzada i ensenyada per entrenadors i músics vocals amb formació clàssica en escoles i classes privades. Els seus defensors afirmen que aquesta tècnica permet un ús equilibrat de tots els aspectes de tracte vocal en augmentar conscientment el flux d'aire, cosa que permet millorar l'habilitat i el to vocal. Els actors diuen que el mètode redueix la por escènica i augmenta l'espontaneïtat. Tot i això, tant Aetna com el Departament de Salut australià han realitzat revisions i han conclòs que la tècnica no té proves suficients per justificar la cobertura de l'assegurança.
A part de ser utilitzada com una tècnica fonamentada en l'àmbit de la música, també s'utilitza per prevenir els hàbits que perjudiquen a totes les persones, ja que aquesta tècnica està basada en el funcionament de cada cos. El professor ensenya a cuidar-se i a com actuar conscientment per aturar els mals hàbits, com l'excessiva tensió muscular o l'esforç que provoca l'activitat diària. Aquestes tensions es produeixen algunes vegades durant la vida: són moviments que hom fa inconscientment, sense adonar-se que s'està perjudicant a si mateix.

## Mètode
La tècnica Alexander s'ensenya més comunament en privat, en una sèrie de 10 a 40 lliçons privades que poden durar de 30 minuts a 1 hora. Els estudiants sovint són actors, ballarins, músics, atletes, persones que treballen amb ordinadors o persones amb dolors freqüents per altres raons. Els instructors observen els seus alumnes i els mostren com moure's amb millor equilibri i menys tensió.
Per qualificar-se com a mestre de la tècnica Alexander, els instructors han de completar 1.600 hores, que són 3 anys, de capacitació supervisada de mestres.

## Usos
La tècnica Alexander és utilitzada i ensenyada per entrenadors i músics vocals amb formació clàssica a escoles i classes privades. Els seus defensors afirmen que permet un us equilibrat de tots els aspectes del tracte vocal en augmentar conscientment el flux de l'aire, la qual cosa permet millorar l'habilitat i el to vocal. Els actors diuen que redueix la por escènica i augmenta l'espontaneïtat, ajudant l'actor a ser més natural.
Segons l'instructor de la tècnica Alexander Michael J. Gelb, hom sol estudiar aquesta tècnica per raons de desenvolupament personal.

## Causes que tracta
El mètode Alexander pot ser d'ajuda en una gran varietat de causes. No tracta una malaltia en específic, però quan hom elimina els mals hàbits també està millorant els seus beneficis.
Pot servir contra el dolor d'esquena, de cervicals, escoliosi, tartamudesa, afonia o problemes en la respiració, tot i que també hi ha casos en què les persones hi acudeixen per simple curiositat, en un desig de desenvolupament personal.
També pot ser atractiva per a oficinistes i empresaris, persones que sovint, a causa d'estar tant de temps asseguts, tenen problemes d'esquena o molèsties (de fet, els símptomes d'esquena, coll i cefalea són una de les causes més freqüents de baixa laboral entre les persones d'edat avançada).

## Història
Frederick Matthias Alexander (1869-1955) va ser un orador shakespearià de Tasmània, que va desenvolupar pèrdues de veu durant les seves actuacions. Després que els metges no hi trobessin una causa física, Alexander va raonar que s'estava fent malbé inadvertidament mentre parlava. Es va observar en múltiples miralls i va veure que contreia la seva postura quan es preparava per a qualsevol discurs, i va plantejar la hipòtesi que un patró condicionat habitual (de tirar del cap cap enrere i cap avall) interrompia innecessàriament el funcionament normal dels seus processos posturals, respiratoris i vocals.
Amb experimentació, Alexander va desenvolupar la capacitat d'aturar les contraccions innecessàries i habituals en el seu coll, el desplaçament del seu cap i l'escurçament de la seva alçada. A mesura que s'acostumava a parlar sense aquestes interferències, va descobrir que el seu problema amb la pèrdua de veu recurrent quedava resolt.

## Procés
Sovint, el mestre selecciona accions com seure, llançar-se o caminar. L'estudiant pot seleccionar altres accions que s'adaptin als seus interessos o activitats laborals: ús de l'ordinador, aixecament, conducció, actuació o pràctica artística, esports, parla i més. Els mestres de la tècnica sovint es fan servir a si mateixos com a exemples. Demostren, expliquen i analitzen les respostes moment a moment d'un estudiant, i usen miralls, comentaris en vídeo o observacions de companys de classe.